# Stor-Hundsjön, Västerbotten
Stor-Hundsjön är en sjö i Skellefteå kommun i Västerbotten och ingår i Rickleåns huvudavrinningsområde. Sjön har en area på 0,108 kvadratkilometer och ligger 236,2 meter över havet. Sjön avvattnas av vattendraget Hundsjöbäcken.

## Delavrinningsområde
Stor-Hundsjön ingår i det delavrinningsområde (714704-171893) som SMHI kallar för Inloppet i Välvsjön. Medelhöjden är 251 meter över havet och ytan är 7,3 kvadratkilometer. Det finns inga avrinningsområden uppströms utan avrinningsområdet är högsta punkten. Hundsjöbäcken som avvattnar avrinningsområdet har biflödesordning 3, vilket innebär att vattnet flödar genom totalt 3 vattendrag innan det når havet efter 54 kilometer. Avrinningsområdet består mestadels av skog (77 procent). Avrinningsområdet har 0,11 kvadratkilometer vattenytor vilket ger det en sjöprocent på 1,5 procent.